# Gnypeta carbonaria
Gnypeta carbonaria es una especie de escarabajo del género Gnypeta, tribu Oxypodini, familia Staphylinidae. Fue descrita científicamente por Mannerheim en 1830.
Se distribuye por Reino Unido de Gran Bretaña e Irlanda del Norte, Suecia, Noruega, Estonia, Países Bajos, Finlandia, Polonia, Dinamarca, Austria, Alemania, Francia, Grecia, Ucrania y Estados Unidos. La especie se mantiene activa durante todos los meses del año.